# 제14회 대한민국국제청소년영화제
제14회 대한민국국제청소년영화제는 2014년 11월 12일에 열린 시상식이다.

## 수상 및 후보

### 종합대상
- 파라다이스 완성의 공식 - 이소윤 수상

### 단체상 - 대상
- 콩나물 - 윤가은 수상
- 귀머거리와 바람 - 황규일 수상
- 매미 - 성치훈 외 1명 수상
- 투명인간은 외로워 - 권혜령 수상

### 단체상 - 금상
- 스파게티 스톰 - 홍인표 수상
- 뿔 - 변성빈 수상
- 아는 오빠 - 고흥청소년영화캠프 수상
- 분홍 지갑 - 5학년 영화반 수상

### 단체상 - 은상
- 이사 - 김래원 수상
- 오르골 - 강혜연 외 2명 수상
- 금고의 진실 - 전성화 외 1명 수상

### 단체상 - 동상
- 오기인의 죄 - 신기린 수상
- 인터뷰 - 최빛나 수상
- 김지예 관람불가 - 권항 수상
- 더 룸 - 한석원 수상
- 죄수생 - 반유진 수상
- 모기사냥 - 최재연 수상
- 불청객 초대받지 않은 손님 - 인천부개서초등학교 수상
- 컴게임 - 박희선 수상

### 단체상 - 장려상
- 소나기 - 오성호 수상
- 사형극장 - 황규일 수상
- 플라멩코 소녀 - 이찬호 수상
- 지금 당장 유학을 가야해! - 김나경 수상
- 내 아내 - 김보연 수상
- 늑대인간 - 이상문 수상
- 아내가 집나갔다 - 한지오 수상
- 연(緣) - 한정길 수상
- Variety - 한지오 수상
- 마지막 말동무 - 이민규 수상
- 학교종을 울려라! - 알롱푸와 영화동아리 수상
- 귀신을 보는 아이 - 허진우 수상
- 미련하게, 용감하게! - 토요미디어친구 ‘미친’ 수상
- 해님달님 - 목운초 영화반 수상

### 특별상 - 청년부문대상
- 디스 키드 - 황형근 수상
- 뮤지컬 - 강지혜 수상
- Dead Living - Galvin Deleon Guerrero 수상
- Comma - 성나연 수상
- 사라진 미래 - 이현종 외 1명 수상
- 다른 세계로 가는 법 - 양가연 수상
- 우리는 진정한 친구들 - 김수현 수상

### 최우수 연출상
- 귀머거리와 바람 - 황규일 수상

### 우수 연출상
- 죄수생 - 반유진 수상

### 최우수 연기상
- 뿔 - 김우겸 수상
- 마스크 - 박미소 수상

### 우수 연기상
- 아내가 집 나갔다 - 한동희 수상
- 늑대인간 - 이다해 수상

### 최우수 조명상
- 김지예 관람불가 - 백승호 수상

### 우수 조명상
- 매미 - 성치훈 수상

### 최우수 기획상
- 더 룸 - 한석원 수상

### 우수 기획상
- 파라다이스 완성의 공식 - 이소윤 수상

### 최우수 편집상
- 늑대인간 - 이상문 수상

### 우수 편집상
- 오르골 - 강혜연 외 2명 수상

### 최우수 촬영상
- 귀머거리와 바람 - 황규일 수상

### 우수 촬영상
- 매미 - 성치훈 수상

### 최우수 음악상
- 마스크 - 문성진 수상

### 우수 음악상
- 학교 종을 울려라 - 고흥점암중앙중학교 수상

### 최우수 시나리오상
- 김지예 관람불가 - 권항 수상

### 우수 시나리오상
- 죄수생 - 반유진 수상

### 특별상 - 최우수상
- 좋은 친구들 - 성호경 수상

### 특별상 - 우수상
- 도아 - 조정완 수상

### 특별상 - 장려상
- 잊을 수 있겠니 - 김선혁 외 3명 수상
- 오늘은 그 아이가 학원에 가는 날이다 - 김연수 수상

### 네티즌상 - 금상
- 컴게임 - 박희선 수상

### 네티즌상 - 은상
- 분홍지갑 - 5학년 영화반 수상

### 네티즌상 - 동상
- 귀신을 보는 아이 - 허진우 수상

### 일반심사단 특별상 - 금상
- A Wish List - 홍승민 수상

### 일반심사단 특별상 - 은상
- 모기사냥 - 최재연 수상

### 일반심사단 특별상 - 동상
- 인터뷰 - 최빛나 수상

### 인기영화인 - 대상 영화감독부문
- 윤종빈 수상

### 인기영화인 - 대상 원로배우
- 나문희 수상

### 인기영화인 - 대상 남자배우
- 조정석 수상

### 인기영화인 - 대상 여자배우
- 김민희 수상

### 인기영화인 - 대상 남자신인배우
- 여진구 수상

### 인기영화인 - 대상 여자아역배우
- 김새론 수상

### 공로상
- 김정민 수상
- 대전태평중학교 허원준 수상
- (사)한국청소년영상예술진흥원 이사 안진호 수상
- (주)로그인엔터테인먼트 대표이사 홍준화 수상
- 아이스타즈엔터테인먼트 대표이사 이현식 수상
- (주)동구인프라 대표이사 김용문 수상
- 중국에술가협회 비서장 판쇼웨이 수상
- 중국예술가협회 부주석 유전승 수상
- 중국예술가협회 한국대표 단진도 수상

### 상영작
- 사라진 미래 - 이현종 외 1명
- 투명한 시선 - 김서우
- 18 - 김다은 외 1명
- 고동이파티 - 길선아
- 서툰 걸음 - 박상아
- HOH - 최재훈
- 마지막 말동무 - 이민규
- 착한아들 - 오반디
- 검은꽃 - 이진주
- 나비의 고향 - 서해나
- 구차하고 비겁한 감독 김동민 - 김민규
- 매미 - 성치훈 외 1명
- 사랑받기 위해 태어난 사람 - 최은솔
- 끝에서 - 허우영 외 1명
- 10대의 연애 - 최동윤
- 환상속의 그대 - 황준하
- 가장자리 - 김시현
- 뿔 - 변성빈
- 유통기한 - 유수진
- 블루밍 (Blooming) - 박우연
- MOVE - 조승규
- 영화나 보여주show - 한동헌
- 만조 - 박범준
- 오늘도,달다 - 김유리
- 북풍 - 이성경
- High School Agent 2 - 유승엽
- 비명:1000日의 기록 - 함석춘
- 꿈틀이 - 정범희
- 김순화 언어개선 프로젝트 - 권오영
- 좋은 친구 - 장혜원
- MACHO BEAR - 이소래
- Liberty - 홍지욱
- Lacrimosa - 서해나
- ♡-DAY - 이해정
- 선예 - 다빈
- 너 - 김해인
- 다솜이네 - 박진석
- 이면 - 오안익
- IN BOX - 백해선
- AMNESIA - 연제광
- 뉴ABO - 제갈민정
- 초콜릿 - 정희진
- 피지 않는 꽃 - 민준희
- Secret : 비밀이어선 안될 비밀들 - 김영랑
- 아내가 집나갔다 - 한지오
- 캐버넷 - 민준희
- 그 가족 - 이승우
- 자살하러 가는 길에서 - 황형근
- 마름 - 이은경
- 머피의 법칙 - 나현진
- 죄수생 - 반유진
- 도아 - 조정완
- 일편지견 - 신현욱
- Break Time - 강민지
- 차단 - 힐링필름
- Alice(앨리스) - 조민정
- 1만 시간의 법칙 - 권재영
- 학생파업 - 전수희
- 피카소의 상대성이론 - 권혜연 외 1명
- 자살펭귄 - 나승하 외 1명
- 엄마는 외근중 - 김의진
- 안녕 - 양성순
- 다이어리 - 김영지
- 아버지가 오신다 - 박근주
- Another Replay - 노다혜
- 내 아내 - 김보연
- 디스 키드 - 황형근
- Dead Living - Galvin Deleon Guerrero
- 밥 먹어 - 우상범
- 생명으로 가는 마지막 비상구 - 하지수 외 2명
- 뮤지컬 - 강지혜
- ALONE… - Bruce Li
- VOYAGE - 백혜정
- Comma - 성나연
- 오르골 - 강혜연 외 2명
- 연애담 - 김해도담
- 차(次) - 안재헌
- 물 중독 - 정세미
- 좋은 친구들 - 성호경
- 잊을 수 있겠니 - 김선혁 외 3명
- 연(緣) - 한정길
- 3일 후… - 이다비다
- 늑대인간 - 이상문
- 김지예 관람불가 - 권항
- 빙신 - 금태경
- 따뜻한 세상 - 정종국
- 느린 날 - 백소희
- 소풍 - 서은선
- 삼고초려 - 안승혁
- 토요일 밤, 일요일 아침 - 한창록
- 소나기 - 오성호
- 회문 - 이정우
- 23℃ - 탁세웅
- 세상 모든 우울함에는 등급이 있다 - 이예솔
- 폭염 - 이성빈
- 버킷리스트 - 문인호
- 말 못해 - 박찬미
- 눈이 녹는다 - 여진희
- Child world - 김인경
- 소녀통 - 홍동은
- 영화인의 외모에 관한 고찰 - 김종재
- 또, - 이학진
- 종이비행기 - 양정화
- 지금 당장 유학을 가야해! - 김나경
- 무림 - 김나경
- 귀머거리와 바람 - 황규일
- 19:19 - 이윤미
- 더 룸 - 한석원
- 이것은 대한민국 전통민요 아리랑입니다 - 김시현 외 2명
- 어느 날 갑자기 내 친구가 죽었다 - 김영랑 외 1명
- MOTIVE - 전영진
- 그녀 - 신예원
- 내곁에 - 서재현
- 말의 물수제비 - 최지인 외 2명
- Something - 이지은 외 1명
- 피보험자 - 이건주
- 아이엠어히어로 - 이기헌
- 마스크 - 송휘성
- 무빙 카메라 - 우하영
- 사람은 다 사람 - 조현진
- 부정, 할 수 없는 - 한석원
- 소설가 Z의 경우 - 이재현
- 사랑이야기 같은 이별이야기 - 유소열
- 청웅 - 방의준
- 플라멩코 소녀 - 이찬호
- 詩作 - 김병윤 외 1명
- 해원 - 이해정
- Flash back - 김민정
- 그 자리 - 박희진
- 당신의 꿈은 안녕하십니까? - 신희존
- 울림 - 권희건
- 독백 - 강고은
- 잠 - 박승희 외 1명
- 이사 - 김래원
- 69일 후 - 명현우
- 좀도둑 - 구지현
- 붉은 누에 - 구소정
- 징후 - 조재민
- 내 작은 동생 - 김소영
- 핫버닝 - 김상훈
- 동물원 - 이용남
- 시시비비 - 정지형
- SACATE - 조문희
- 스파게티 스톰 - 홍인표
- 희극인생 - 김지성
- 워킹워닝 - 정하예린
- 인공눈물 - 우해진
- Knock - 이승준
- 삼삶삶 - 김다나
- 전부 좋다 - 양현석
- 파파라치 - 김다빈
- 불청객 - 권희건
- '엄마, 다녀왔습니다.' - 황윤기
- 우리학교에는 괴담이 있다 - 고종원
- 오늘은 그 아이가 학원에 가는 날이다 - 김연수
- 팡팡이 익스프레스 - 최신춘
- 그림자도 없다 - 김종우
- 달구비 - 이보영
- 소풍 - 조규일
- 콩나물 - 윤가은
- 사형극장 - 황규일
- 아이 캔 - 정범연
- 배워야 산다 - 박현식
- 그녀의 냉면계산법 - 이대영
- 장수잠자리 - 최보희 외 1명
- 리어카, 도둑 - 김민철
- 오기인의 죄 - 신기린
- 다시, 잎사귀 하나가 가지를 놓는다 - 김민철
- 자리 - 이지원
- 60분 - 정인혁
- 진태이야기 - 신아라
- 꽃보다 아름다운 - 신예원
- 좋은 엄마 - 고종원
- 아는 오빠 - 고흥청소년영화캠프
- 학교종을 울려라! - 이현준 외 8명
- 98% - 이재성
- 미 정 - 김화영
- 벽 - 김영랑 외 1명
- 분홍 지갑 - 화북초 5학년 영화반
- 투명인간은 외로워 - 권혜령
- 불청객_초대받지 않은 손님 - 5학년 6반
- 귀신을 보는 아이 - 허진우
- 다른 세계로 가는 법 - 양가연
- 철수와 영희 - 임세연
- 금고의 진실 - 전성화
- 캡틴, 오 마이 캡틴! - 현준현 외 1명
- 해님달님 - 목운초 영화반
- 미련하게, 용감하게! - 삼례 중앙초등학교 토요 미디어친구 ‘미친’
- 자매와 전쟁 - 김리안
- 나의 수호천사 - 팽연지
- 컴게임 - 박희선
- 북극곰아 - 목운초등학교 영화반 북극곰아팀
- 우리는 진정한 친구들 - 김수현
- 살롱 드 보아 - 손해숙
- 안전가옥 - 김준
- 프랑소와 - 정원희
- 데쓰페라도 - 박단추
- Variety - 박연재 외 2명
- 목요일 - 성치훈 외 1명
- 스토커 오디션 - 고병욱 외 1명
- 여름날 - 양유선
- 너랑 놀지 말래 - 장원혁
- 누구게 - 정다혜
- 고백연습 - 김민규
- 좀V신부 - 김영랑
- 파라다이스 완성의 공식 - 이소윤
- Let's talk about - 김영랑
- 참관수업 - 임종우
- She - 조승연
- 마피아 게임 - 김동후
- 밤과꿈 - 박송열
- 이상한 나라의 김민수 - 심찬양
- 복원 - 옥진주
- mc 임세림